# Сан-Бенту-ду-Амейшиал
Сан-Бенту-ду-Амейшиал (порт.  São Bento do Ameixial) — фрегезия (район) в муниципалитете Эштремош округа Эвора в Португалии. Территория — 41,99 км². Население — 390 жителей. Плотность населения — 9,3 чел/км².